# Soul Nomad & the World Eaters
Soul Nomad & the World Eaters(ソウルクレイドル 世界を喰らう者, Sōru Kureidoru Sekai o Kurau Mono?) es un videojuego RPG desarrollado por Nippon Ichi Software. Se lanzó a la venta el 15 de febrero de 2007 para la plataforma PlayStation 2 en Japón.

## Jugabilidad
Al empezar el juego, el jugador puede elegir el género y nombre del personaje principal, un cambio en relación con previos juegos de Nippon Ichi. La jugabilidad es la de un juego de estrategia por turnos. El jugador controla escuadrones compuestos de hasta 9 unidades diferentes, hay un total de 25 clases distintas cada una especializada en un parámetro en particular (ataques físicos, magia, ataques a distancia, etc).En ciertas combinaciones específicas de 2 o más o unidades iguales o distintas en un mismo escuadrón se tiene a acceso a habilidades extra.
El juego se explora a través de un mapa 2D, al empezar el combate la cámara se enfoca en cada escuadrón mostrando a cada unidad realizando sus acciones con una estética Super Deformed.

## Argumento
Historia de Prodesto
Tras un largo periodo de guerras, un hombre consigue llevar a todos los países del continente de Prodesto bajo su dominio Lord Median el conquistador.En 10 años el imperio de Median colapsa debido a su muerte y a la de su hijo. El continente cae en una guerra civil una vez más,15 años después la hija de Median Layna convence a los países sobrevivientes a restablecer la paz.
50 años después arriba Gig "el maestro de la muerte" junto con 3 seres gigantescos conocidos como World Eaters. Rápidamente proceden a devastar la tierra aniquilando naciones enteras en días, los países empiezan a abandonar sus alianzas y a alinearse con Gig para salvarse.
Layna reúne los remanentes de sus fuerzas para hacer un último asalto contra Gig. Tras una batalla en la que aparentemente ambos mueren la guerra termina y vuelve la paz. Los gigantes World Eaters, ahora sin líder, entran en una especie de sueño y yacen inmóviles alrededor del mundo como monumentos de la guerra que paso.
Empieza la aventura.
Dentro del país de Raide existe una pequeña aldea escondida del mundo exterior. Aquí viven el/la protagonista principal y su mejor amiga Danette. Un día el héroe y Danette son llamados por Layna, quien ahora tiene más de 200 años, para recibir las armas con las que defenderán la aldea. Danette recibe 2 dagas gemelas mientras que el héroe recibe una espada negra.
En el momento en el que el protagonista agarra la espada empieza a gritar e insultar a Layna, y allí es donde se descubre que el alma de Gig fue sellada en la espada en su batalla contra Layna.
Blandiendo la espada el protagonista consigue el poder de Gig con el cual es capaz de destruir a los World Eaters que recientemente han empezado a despertar: ahí es cuando el protagonista y su mejor amiga Danette empiezan su aventura para destruir a los 3 World Eaters en Raide.

## Personajes

### Personajes principales
Héroe/Heroína
El personaje principal el/ella es el único ser que puede blandir la espada Onyx Blade para fusionarse con Gig y poder usar todos sus poderes. Aunque no tiene voz en el juego el jugador puede elegir distintas opciones para continuar la historia, tales decisión afectan el epílogo que se muestra al final de juego. Si bien el jugador puede nombrarlo/a su nombre por defecto es "Revya".
Gig
El maestro de la muerte que llegó 200 atrás a Prodesto junto a sus 3 World Eaters. Es sellado en la espada Black Onyx y eventualmente fusionado con Revya. Esto le permite al héroe usar el poder de Gig, pero mientras más use ese poder el control de Gig sobre su cuerpo se incrementa por lo que el jugador deber ser cuidadoso de ceder a la tentación de desatar todo su poder o su cuerpo será absorbido por Gig.
Danette
La amiga de la infancia del protagonista, su hogar fue destruido por un culto de que adoraba al World Eater Thuris como a un dios. Ella recibe la misión de seguir al protagonista y vigilar que Gig nunca se apodere por completo de su cuerpo.Pertenece a la raza de los Sepp.
Levin
Un guardia de la ciudad de Astec, es un gran luchador y sobreprotector de su hermana mayor Euphoria. Pertenece a la raza de los Sepp.
Vitali
Un hombre silencioso que trabaja junto a Levin como guardia de la ciudad de Astec. Además de ser un clérigo, es un hábil espía capaz de sorprender incluso a Gig. Comenta que si no fuera por el estado del mundo habría seguido una carrera como chef.
Juno
Comandante de las fuerzas terrestres de las nereidas.Ella desconfía de los humanos pero ama a los niños, eventualmente adopta a un niño al que sobreprotege y malcría.
Grunzford
Un viejo Redflank que los protagonistas encuentran más adelante en el juego. General se queja de los Sepp incluyendo Danette y Levin. Inicialmente vivía en la misma aldea que el protagonista y Danette, pero la abandonó al estar en desacuerdo con la idea de usar a Gig como arma ya que él pensaba que debería permanecer sellado para siempre. 
Tricia
Una joven que protege a la ciudad de Zazana de los bandidos. De buen corazón pero frecuentemente ingenua e impulsiva. Lleva una traba para sujetarse el pelo que ella cree pertenecía a su madre pero en realidad pertenecía a su hermana mayor Shauna. Su familia real fue una de las pocas que podía costear la cura para una enfermedad llamada Scarlett Iago, que surgió 15 años antes del inicio del juego. Los aldeanos locales atacan su casa para conseguir la medicina e intentando escapar es separada de ellos. Así es capturada por una organización criminal llamada Yesterwind que eventualmente la vende al hombre que ella cree ser su padre. 
Odie
Un Draco que intenta hacerse pasarse por el poderoso hechicero Dio of the Evil Eye. Es enfrentado en múltiples ocasiones durante el juego. Él es hermano de Dio quien recibió ese nombre por ser el sucesor de la poderosa línea de hechiceros Draco. Es rechazado por su familia debido a sus habilidades inferiores y se va del reino en el proceso recluta a un hombre y sus 2 phyxes que se hacen pasar por los 3 seres que generalmente son asociados con el verdadero Dio of the Evil Eye. Luego de varias derrotas decidió unirse al protagonista y eventualmente se convierte en un mejor hechicero. Conoce personalmente a Endorph, y es amigo de varios ángeles.

### Personajes secundarios
Endorph
Un hombre misterioso encontrado por las nereidas 15 años atrás cubierto de cicatrices de quemaduras. Se volvió líder de la pandilla de Shauna y le enseñó a los ángeles a usar armas de fuego para defenderse. Es un cameo del juego Phantom Brave, quien terminó en este mundo tras forzar al demonio Sulphur a través de un portal dimensional. Endorph aparentemente destruye a Raksha tras la batalla con el héroe, la escena lo muestra lanzando un ataque sobre Raksha pero termina sin mostrar el resultado. Si el jugador consigue su epílogo se revela que sigue vivo viviendo con Euphoria y su hijo. 
Shauna
Antigua líder de una pandilla hasta que Endorph le quitara su lugar. Comparte algo de historia con Tricia. Cuando Thuris se suicida y esparce la enfermedad Scarlet Iago, Shauna decide darle su única dosis de la cura a Tricia. Terminará sucumbiendo a la enfermedad y muere en los brazos de Tricia más adelante en la historia.
Thorndyke
El líder de los caballeros de Raide que se encargan de vigilar al World Eater Feinne. Su primer hijo Richard es supuestamente secuestrado por las nereidas. En realidad el rey de Raide contrata a Lobo para secuestrar al chico y dárselos a las nereidas a cambio de que estas curen a la reina. Tras descubrir que Richard ahora conocido como Penn está vivo y en buen cuidado con las nereidas decide dejarlo quedarse con ellas. Cuando es informada de que el Rey de Raide esta en posesión de un objeto prohibido llamado Crimson Tear, se lo roba al rey y lo presente ante el consejo del reino. Entonces es capturado y ejecutado en frente de sus propios caballeros por orden del rey bajo el cargo de traición. Es su muerte la que inspira a Galahad y a otros caballeros a abandonar al rey y reconstruir la ciudad tras que esta fuera destruida por Fienne. 
Galahad
Un chevalier bajo el mando de Thorndyke. Es sospechoso por la forma en la que Thorndyke consiguió su puesto. Es el primero en enfrentarse al héroe y Danette pero termina uniéndoseles tras contemplar la injusta ejecución de Thorndyke.
Diness
La reina de 12 años de edad de Orviska. Siendo la única heredera de la familia es forzada a ascender al trono con Dio of the Evil Eye como su consejero. Es muy dependiente de Dio y no puede tomar decisiones propias.
Cuthbert
El hermano menor de Cristophe. Inicialmente tiene un rol menor en el argumento hasta que se descubre su vínculo con Lobo. Cuando son confrontados en la base de Yesterwind, Cuthbert traiciona y asesina a Lobo, diciendo que ya que sus manos ya estén sucias su hermano Cristophe no tiene que ensuciarse las suyas. Justo después se suicida.
Vangogh
Un granjero en las afueras de Orviska. Odie lo recruta a él y a sus 2 phyxes para que se hagan pasar por el espadachín Gestahl, y sus 2 bestias Yavin y Parin.
Kanan
La líder Draco del culto a Thuris. Fue una de las que lideró el ataque a Pulkina, matando a varios habitantes incluyendo los padres de Danette. Termina siendo devorada por el World Eater Thuris. Vitali afirma que en realidad es un hombre, teoría soportada por la voz de Kanan durante un flashback de Danette y su muestra de sorpresa cuando Danette la reconoce de su ataque a Pulkina indicando que ella no se veía así en aquel entonces.
Layna
Conocida como Layna the Firebrand, es la responsable de sellar a Gig dentro de la espada del protagonista Black Onyx.
Durante la historia se explica como poco después de ocupar el trono, buscó a Virtous quien mató a Median en represalia por haber matado a Vigilance(el maestro de la muerte anterior a Gig). Durante la peleas Virtous convenció a Layna de guardar su alma en su cuerpo lo que presumiblemente aumentó los poderes de Layna.
Luego cuando Gig vino a Prodesto 15 años después, Layna lo combatió hasta un empate y murió allí el alma de Virtous tomo su lugar y sello a Gig en la espada. Preparada a esperar 200 años hasta que naciera un alma que pudiera soportar el poder de Gig. La verdadera alma de Layna fue enviada al planeta de Drazil para servir como explorador cuando se lanze el ataque a Drazil para destruir al que creó a Gig y los 3 World Eaters.
Penn
El niño bajo el cuidado de las nereidas. Es el hijo de Thorndyke y fue secuestrado por Lobo para dárselo como pago a las nereidas para que curasen a la reina de Raide cuando él aún era un bebe. Aunque todas las nereidas lo cuidan Juno es especialmente sobreprotectora con él.
Alexemia
La reina de las nereidas tiene un particular poder curativo al que los humanos quieren acceder.
Christophe
Controla todo el comercio en la región entre Astec y Raide. Se lo muestra alegre y de muy buen animo, pero siempre actúa de manera furtiva incluyendo ordenar a Vitali a espiar al personaje principal. Luego se revela que tiene historia con Lobo.
Euphoria
La hermana mayor de Levin, tiene un fuerte sentido de hospitalidad y se ofrwce para cocinar para otra gente especialmente Endorph.
Lobo
El líder de la organización Yesterwind conoce tanto a Cuthbert como a Christophe del cual era amigo.
Agrippa y Pinot
Dos jóvenes ángeles amigos de Odie, también conocen a Endorph el cual les enseñó a usar armas de fuego para defenderse.

## World Eaters
Fienne
Ella es el primer World Eater con el que se encuentran el protagonista y Danette. Fienne es el más poderoso y el más inactivo de los World Eaters. Gig la describí como la favorita de sus World Eaters, antes de convertirse en uno era conocida como una diosa llamada Resilience, que conocía a Gig cuando él aún era Vigilance.
Thuris
Es el segundo World Eater que encuentran. Físicamente el más débil de los 3 tiene la habilidad de hacerse invisible. Tras la derrota de Gig ante Layna decide crear el culto de Thurists haciendo que sus seguidores lo veneren como a un dios. Revela que fue él quien trajo la enfermedad llamada Scarlet Iago. Gig lo describe como el más inteligente de los 3 World Eaters y el que más lo disgusta. Tras su derrota se suicida haciéndose explotar y esparciendo la enfermedad Scarlet Iago.
Raksha
El tercero y último World Eater es inicialmente encontrado dormido. Luego es revelado que con la ayuda de Dio, separó su alma y la transfirió al cuerpo de Levin cuando este aún era un niño. Manteniendo un perfil bajo hasta poder encontrar a Gig. Su objetivo es volverse tan poderoso que nadie pueda decirle que hacer. Gig comenta que Raksha siempre fue el más difícil de controlar.